# Бушо, Анри
Мари Франсуа Ксавье Анри Бушо (фр. Marie François Xavier Henry Bouchot; 26 сентября 1849, Бёр — 10 октября 1906, Париж) — французский историк искусства, музейный работник и реставратор.

## Биография

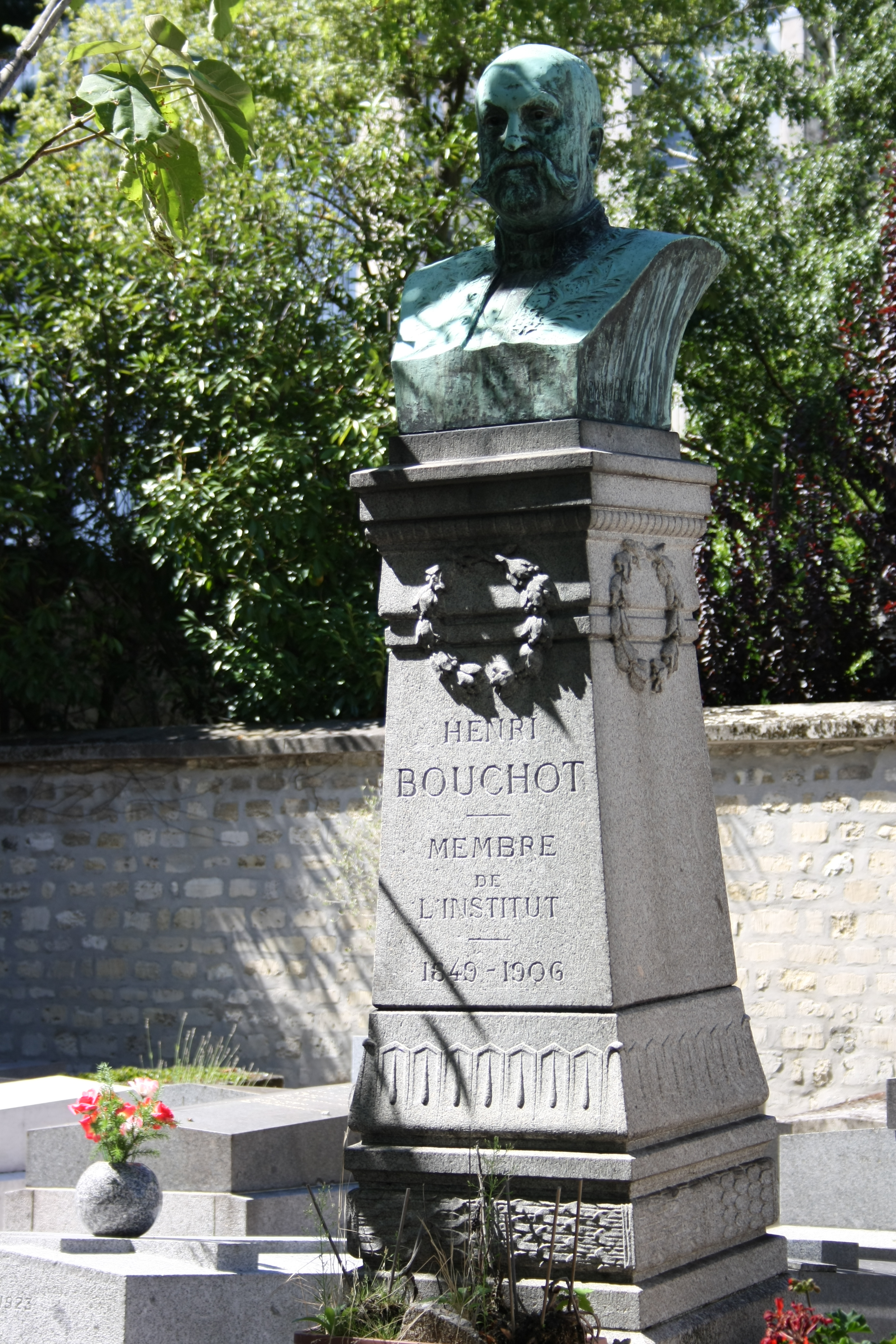
Бюст А. Бушо. Кладбище Монпарнас, Париж

Анри Бушо родился в скромной семье во Франш-Конте, его отец умер в 1859 году, когда ему было всего десять лет, и он с матерью переехал в Безансон. Анри участвовал во франко-прусской войне 1870 года в составе Восточной армии. Когда ему было двадцать пять лет, он стал учащимся Национальной школы хартий (École Nationale des Chartes; ENC) парижского университета, где в 1878 году получил диплом архивариуса-палеографа, защитив диссертацию по истории города Витри-ле-Франсуа.
В 1883 году он основал журнал «Revue Franc-comtoise» и начал работать в отделе гравюр (департамента эстампов) Национальной библиотеки Франции под руководством Анри Делаборда, помогая редактировать каталог «Карандашные портреты XVI и XVII веков, хранящиеся в Национальной библиотеке» (1884).
В 1885 году он стал помощником библиотекаря, написал и опубликовал несколько исследований старых рисунков. Вскоре его заинтересовала гравюра. Он опубликовал «Краткое историческое исследование книжной иллюстрации» (1886), затем "Словарь знаков и монограмм гравёров (1886—1887), исследование творчества Жака Калло (1889) и Корнеля де Лиона (1892). В 1885 году он женился на Клер Шевалье. У них был сын Жан (1886—1932), реставратор Музея в Безансоне, и дочь Жаклин, профессор Школы Лувра и жена скульптора Жоржа Сопика.
В 1899 году Анри Бушо был избран членом-корреспондентом Академии наук изящной словесности и искусств Безансона, в 1900 году за участие в организации Всемирной выставки был удостоен звания кавалера ордена Почётного легиона и избран членом Академии изящных искусств в Париже. В 1904 году Бушо организовал выставку, на которой впервые были представлены французские примитивы (живописцы проторенессанса и народные мастера) XIV—XVII веков.
Смерть Анри Бушо наступила внезапно 10 октября 1906 года. Его именем названа улица в Бёре. Бюст учёного работы Армана Блоха был установлен в Безансоне в 1907 году на площади, носящей его имя.